# 山内恵子
山内 恵子（やまうち けいこ、1940年2月20日 - ）は、日本の政治家。衆議院議員（1期）。社会民主党北海道連合代表。

## 略歴
北海道帯広市生まれ。北海道学芸大学（現・北海道教育大学）札幌分校卒業。小学校教諭を経て、北海道教職員組合女性部長、日教組女性部長等を歴任。
2000年に行われた第42回衆議院議員総選挙に社会民主党公認で比例北海道ブロックから出馬し、初当選を果たす。議員在任中は文部科学委員会等に所属。ジェンダーフリー運動賛同派として活動し「夫婦茶碗は差別表現」と発言した。2003年の第43回衆議院議員総選挙では民主党との選挙協力により北海道第11区から重複立候補するも小選挙区では中川昭一に敗れ、社会民主党が比例議席を得られなかったため落選。2004年、第20回参議院議員通常選挙に北海道選挙区から出馬するも落選。同年、箕輪登らと共に自衛隊イラク派遣差し止め訴訟の原告として札幌地方裁判所に提訴を行う。2005年第44回衆議院議員総選挙では北海道ブロックから単独出馬するも落選。現在、社会民主党北海道連合代表を務める。

## 政策
- 選択的夫婦別姓制度導入に賛同する。「夫の姓を名乗るということを強制しているわけではない憲法ですけれども、戦後五十何年たっても、女たちは、キャリアを持って、自分のもとの姓を使うことさえもままならない。」と述べ、現民法を批判する[6]。